# Наше море (фильм, 1926)
«Наше море» (англ. Mare Nostrum) ― немой фильм 1926 года режиссера Рекса Ингрэма. Действие фильма происходит во время Первой мировой войны и повествует об испанском моряке торгового флота, который связывается со шпионом. Он основан на одноименном романе Висенте Бласко Ибаньеса. Долгое время считавшийся потерянным, фильм недавно был вновь обнаружен и восстановлен.

## Сюжет
Будучи маленьким мальчиком, выросшим в испанской семье с давними морскими традициями, Улисс Феррагут получает удовольствие от рассказов о море от своего отставного дяди, Тритона. Он особенно очарован его утверждением, что однажды тот видел морскую богиню Амфитриту. Несмотря на то, что его отец-адвокат, Дон Эстебан, хочет, чтобы сын пошел по его стопам, Улисс становится моряком.
Став взрослым, Улисс использует свои сбережения, чтобы купить Mare Nostrum, быстрое, современное грузовое судно. Однако, в конце концов он уступает своей жене, донье Синте, ради их сына Эстебана и соглашается продать свой корабль. Однако с началом Первой мировой войны огромные прибыли, которые можно было получить от внезапного спроса на судоходство, положили конец этому плану.
Во время остановки в Италии Улисс посещает руины Помпеи и знакомится с Фреей Тальберг и ученым доктором Федельманом. Вскоре он влюбляется в Фрейю (которая выглядит точь-в-точь как картина его дяди с Амфитритой). Хотя позже она сообщает ему, что она австрийская шпионка, Испания нейтральна, а его пыл не ослабевает. Он соглашается перевезти графа Каледина на секретное свидание в Средиземном море. Подводная лодка U-35 всплывает, берет топливо с корабля Улисса и отправляется с Каледином.
Тем временем юный Эстебан покидает дом без разрешения, чтобы найти своего отца. После недели ожидания Улисса у себя дома Эстебан возвращается в Барселону на борту британского пассажирского судна Californian. Однако мальчик погибает в результате потопления судна. Улисс узнает о судьбе своего сына от выжившего и, к своему горю, осознает свою роль в трагедии. Он клянется отомстить за своего мальчика.
Узнав о смерти, Фрейя посылает Улиссу письмо, осуждающее варварство этого акта. Оно перехвачено доктором Федельманом. Это письмо наряду с признанием Фреи, что она влюбилась в Улисса, убеждает Федельмана в том, что ее подчиненному больше нельзя доверять. Он посылает Фрейю в Марсель, намереваясь предать ее французам. Фрейя подозревает об этом и умоляет Улисса отвезти ее в безопасное место на борт своего корабля. Улисс сомневается, но видение его сына, качающего головой, заставляет его отказаться. Позже Фрейя была схвачена, осуждена и расстреляна командой на рассвете.
Выйдя из квартиры Фрейи, Улисс встречает графа Каледина. После короткой борьбы он гонится за Каледином по улицам, собирая толпу. Каледина поймали и взяли под стражу.
Затем Улисс нанимает Mare Nostrum на службу союзникам, вооружая ее палубной пушкой, заменяя свою команду французскими военными моряками и перевозя боеприпасы в Салонику. Только давний друг семьи и морской повар Карагол отказывается покидать его. Во время рейса они были перехвачены U-35. Когда Mare Nostrum оказывается торпедирована и обречена, Улисс захватывает брошенную палубную пушку и топит U-35. Когда Улисс спускается в глубины океана, Амфитрита поднимается, чтобы обнять и поцеловать его.

## В ролях
- Элис Терри ― Фрейя
- Антонио Морено ― Улисс
- Аполлон (фр.) ― Тритон
- Алекс Нова ― Дон Эстебан
- Хьюи Мак ― Карагол
- Микки Брентфорд ― Эстебан Феррагут

## Культурное влияние
Несмотря на примитивные спецэффекты, этот шпионский фильм был любимцем как Ингрэма, так и Терри, она считала его единственной картиной, которая дала ей шанс сыграть. Однако он был сильно переработан и недостаточно раскручен студией и, несмотря на хорошие отзывы в Англии и Франции, получил смешанный прием в США. Журнал Variety назвал его «бесспорно скучным».